# Maracanaú
Maracanaú là một đô thị thuộc bang Ceará, Brasil. Đô thị này có diện tích 105,696 km², dân số năm 2007 là 196422 người, mật độ 1858,37 người/km².